# Eupithecia bifasciata
Eupithecia bifasciata là một loài bướm đêm trong họ Geometridae.